# Sarinembah
Sarinembah is een bestuurslaag in het regentschap Karo van de provincie Noord-Sumatra, Indonesië. Sarinembah telt 892 inwoners (volkstelling 2010).